# Vierbaum

Lage der Gemarkung Vierbaum in Rheinberg

Vierbaum ist ein Ortsteil (amtlich Wohnplatz) des Stadtbezirks Budberg der Stadt Rheinberg im Kreis Wesel in Nordrhein-Westfalen. Bis 1934 war Vierbaum eine eigenständige Gemeinde im damaligen Kreis Moers.

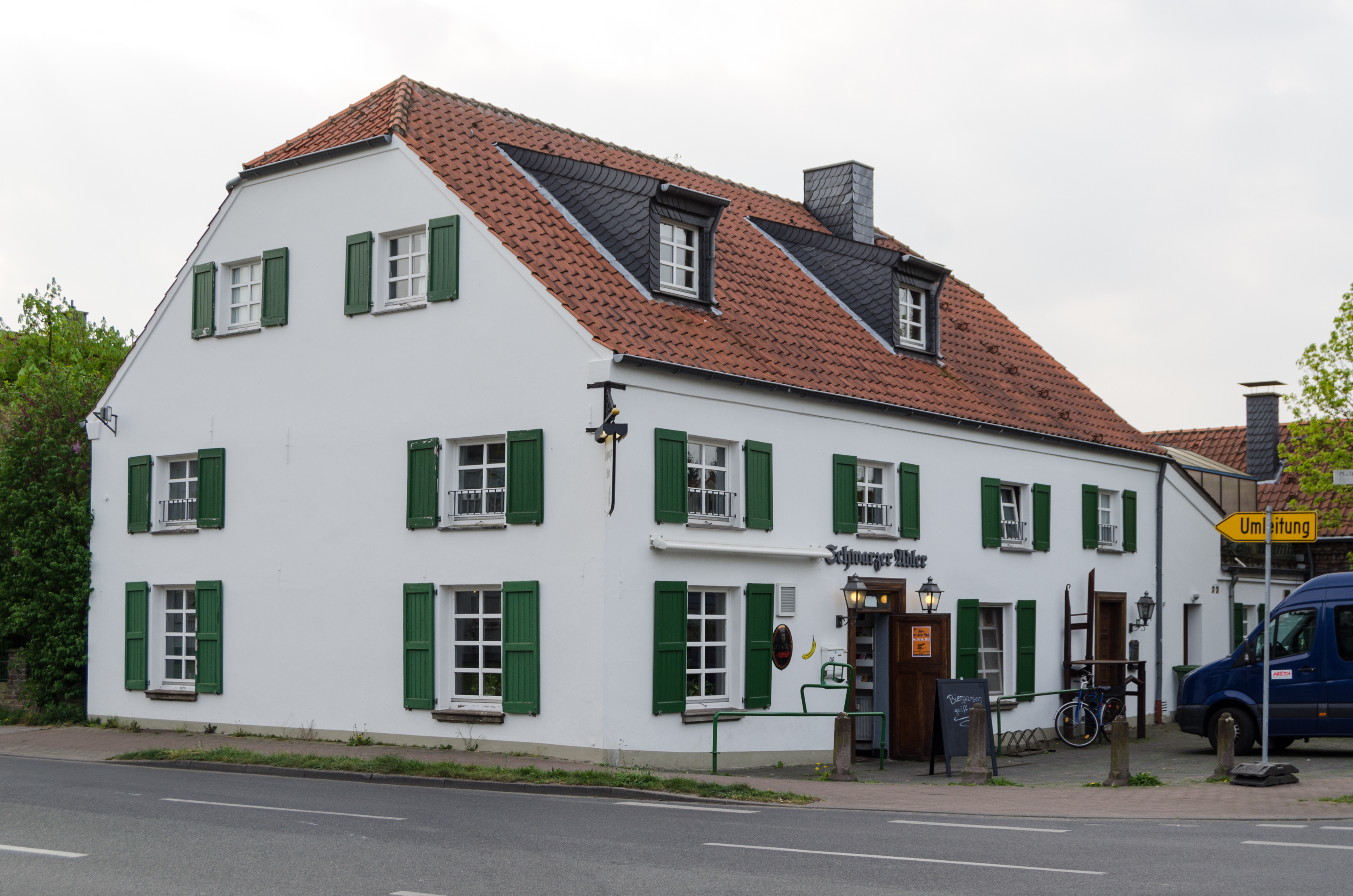
Der Schwarze Adler in Vierbaum

## Geographie
Vierbaum liegt etwa fünf Kilometer südöstlich der Rheinberger Kernstadt an der Rheinberger Stadtgrenze zu Duisburg. Die ehemalige Gemeinde Vierbaum, zu der auch der Siedlungsbereich Lohmühle gehörte, besaß eine Fläche von 4,26 km².

## Geschichte
Vierbaum bildete seit dem 19. Jahrhundert eine Landgemeinde in der Bürgermeisterei Budberg (ab 1928 Amt Budberg). Diese gehörte bis 1857 zum Kreis Geldern und seit 1857 zum Kreis Moers. Am 1. Juli 1934 wurde Vierbaum in die Gemeinde Budberg eingegliedert. Durch das Niederrhein-Gesetz wurde Budberg mit Vierbaum am 1. Januar 1975 in die Stadt Rheinberg eingegliedert.

## Einwohnerentwicklung
| Jahr | Einwohner | Quelle |
| ---- | --------- | ------ |
| 1832 | 416       | [ 5 ]  |
| 1864 | 483       | [ 6 ]  |
| 1871 | 452       | [ 7 ]  |
| 1885 | 514       | [ 8 ]  |
| 1910 | 610       | [ 9 ]  |
| 1925 | 678       | [ 3 ]  |

## Baudenkmäler
Das Gebäude des Restaurants Schwarzer Adler in der Baerler Straße 96 steht unter Denkmalschutz.

## Kultur
Ein Träger des lokalen Brauchtums ist der Bürgerschützenverein Lohmühle.